# Percey
Percey es una localidad y comuna francesa situada en la región de Borgoña, departamento de Yonne, en el distrito de Avallon y cantón de Flogny-la-Chapelle.

## Demografía
| 456 | 489 | 475 | 465 | 458 | 489 | 473 | 425 | 389 | 407 | 401 | 415 | 383 | 360 | 385 | 347 | 330 | 310 | 316 | 275 | 290 | 244 | 218 | 237 | 241 | 226 | 205 | 179 | 257 | 256 | 277 | 257 | 264 |
| Para los censos de 1962 a 1999 la población legal corresponde a la población sin duplicidades (Fuente: INSEE [Consultar]) |     |     |     |     |     |     |     |     |     |     |     |     |     |     |     |     |     |     |     |     |     |     |     |     |     |     |     |     |     |     |     |     |